# シャインガーネット
シャインガーネット（欧字名:Shine Garnet、2017年4月27日 - ）は、日本の競走馬。2020年のファルコンステークスの勝ち馬である。
馬名の意味は、輝くガーネット。

## 戦績

### デビュー前
2017年4月27日、北海道安平町のノーザンファームで誕生し、2018年のセレクトセール1歳市場にて山口功一郎により3,200万円で落札された。

### 2歳（2019年）
9月8日、中山競馬場の新馬戦でデビューし、直線で抜け出すと、最後は外から追い込んできたシングンバズーカをアタマ差で振り切りデビュー戦を飾る。11月16日東京競馬場の赤松賞では中団の7番手追走から抜け出すと、最後の直線で1番人気のシンハリングと競り合った末に半馬身差をつけデビュー2連勝とする。

### 3歳（2020年）
初戦、2020年1月13日のフェアリーステークスはスマイルカナの4着に終わるも、続く3月14日のファルコンステークスでは好位でレースを進め、直線で馬場の真ん中から抜け出すと追いすがるラウダシオンに1馬身半差をつけ重賞初制覇を飾った。
次走のNHKマイルカップでは中団好位につけるも直線では伸びを欠き、前走で完勝をしたラウダシオンに雪辱を許す格好になる。
その後、秋華賞を目標としていたが追い切り直後に筋肉痛を発症、調子が戻らないことから休養に入る。12月19日のターコイズステークス復帰したが9着に終わった。

### 4歳（2021年）
2月20日の京都牝馬ステークスから始動したが5着と惜敗。その後も惨敗が続いていたが、11月14日のオーロカップでは最後方から追い込んで3着となった。

### 5歳（2022年）～6歳（2023年）
5歳初戦となった2022年1月30日のシルクロードステークスでは中団から脚を伸ばしメイケイエールの2着と好走。その後の3戦は不本意な結果が続いたが、12月4日のラピスラズリステークスでは中団追走から最後の直線で外から脚を伸ばし2着となった。翌2023年1月29日に行われたシルクロードステークス6着を最後に現役を引退、2023年2月2日に正式に競走馬登録を抹消し、今後は、生まれ故郷である北海道安平町のノーザンファームで繁殖牝馬となる。

## 競走成績
以下の内容はnetkeiba.comの情報に基づく。
| 競走日     | 競馬場 | 競走名        | 格   | 距離（馬場）  | 頭 数 | 枠 番 | 馬 番 | オッズ （人気） | 着順 | タイム （上がり3F） | 着差 | 騎手          | 斤量 [kg] | 1着馬（2着馬）       | 馬体重 [kg] |
| ---------- | ------ | ------------- | ---- | ------------- | ----- | ----- | ----- | --------------- | ---- | ------------------- | ---- | ------------- | --------- | -------------------- | ----------- |
| 2019.09.08 | 中山   | 2歳新馬       |      | 芝1600m（良） | 14    | 5     | 7     | 002.00（1人）   | 01着 | R1:35.6（34.7）     | -0.0 | 0田辺裕信     | 54        | （シングンバズーカ） | 452         |
| 0000.11.17 | 東京   | 赤松賞        | 1勝  | 芝1600m（良） | 12    | 7     | 9     | 005.80（3人）   | 01着 | R1:34.4（33.6）     | -0.1 | 0田辺裕信     | 54        | （シンハリング）     | 460         |
| 2020.01.13 | 中山   | フェアリーS   | GIII | 芝1600m（良） | 16    | 5     | 10    | 003.90（2人）   | 04着 | R1:34.6（35.3）     | -0.6 | 0O.マーフィー | 54        | スマイルカナ         | 460         |
| 0000.03.14 | 中京   | ファルコンS   | GIII | 芝1400m（重） | 18    | 3     | 6     | 010.50（6人）   | 01着 | R1:21.3（34.7）     | -0.2 | 0田辺裕信     | 54        | （ラウダシオン）     | 460         |
| 0000.05.10 | 東京   | NHKマイルC    | GI   | 芝1600m（良） | 18    | 3     | 5     | 020.60（7人）   | 06着 | R1:33.1（34.5）     | -0.6 | 0田辺裕信     | 54        | ラウダシオン         | 464         |
| 0000.12.19 | 中山   | ターコイズS   | GIII | 芝1600m（良） | 16    | 1     | 2     | 010.20（6人）   | 09着 | R1:35.3（35.9）     | -0.7 | 0田辺裕信     | 54        | スマイルカナ         | 476         |
| 2021.02.20 | 阪神   | 京都牝馬S     | GIII | 芝1400m（良） | 16    | 6     | 12    | 004.80（2人）   | 05着 | R1:20.5（34.4）     | -0.5 | 0田辺裕信     | 54        | イベリス             | 476         |
| 0000.03.27 | 中京   | 名鉄杯        | OP   | ダ1400m（良） | 16    | 4     | 8     | 005.60（3人）   | 08着 | R1:24.2（38.1）     | -0.9 | 0鮫島克駿     | 56        | ペプチドバンブー     | 474         |
| 0000.05.15 | 東京   | 京王杯SC      | GII  | 芝1400m（良） | 17    | 3     | 6     | 017.90（9人）   | 06着 | R1:20.1（32.7）     | -0.3 | 0田辺裕信     | 54        | ラウダシオン         | 476         |
| 0000.09.12 | 中京   | セントウルS   | GII  | 芝1200m（良） | 17    | 1     | 2     | 036.70（8人）   | 06着 | R1:07.7（33.5）     | -0.5 | 0鮫島克駿     | 54        | レシステンシア       | 482         |
| 0000.11.14 | 東京   | オーロC       | L    | 芝1400m（良） | 18    | 8     | 17    | 004.00（1人）   | 03着 | R1:20.9（33.8）     | -0.2 | 0田辺裕信     | 54        | ハーフバック         | 480         |
| 2022.01.30 | 中京   | シルクロードS | GIII | 芝1200m（良） | 18    | 8     | 16    | 011.50（7人）   | 02着 | R1:08.2（33.8）     | -0.1 | 0田辺裕信     | 54        | メイケイエール       | 472         |
| 0000.03.27 | 中京   | 高松宮記念    | GI   | 芝1200m（重） | 18    | 2     | 3     | 030.00（9人）   | 07着 | R1:08.6（34.5）     | -0.3 | 0田辺裕信     | 55        | ナランフレグ         | 482         |
| 0000.05.14 | 東京   | 京王杯SC      | GII  | 芝1400m（良） | 12    | 6     | 8     | 006.40（3人）   | 07着 | R1:20.5（33.9）     | -0.3 | 0田辺裕信     | 54        | メイケイエール       | 480         |
| 0000.08.28 | 新潟   | 朱鷺S         | L    | 芝1400m（良） | 18    | 7     | 15    | 005.50（3人）   | 13着 | R1:21.6（34.7）     | -0.6 | 0田辺裕信     | 55        | ルプリュフォール     | 488         |
| 0000.12.04 | 中山   | ラピスラズリS | L    | 芝1200m（良） | 16    | 6     | 11    | 006.40（2人）   | 02着 | R1:08.2（34.1）     | -0.1 | 0横山武史     | 55        | ジャスパージャック   | 480         |
| 2023.01.29 | 中京   | シルクロードS | GIII | 芝1200m（良） | 15    | 1     | 1     | 017.20（6人）   | 06着 | R1:08.0（33.7）     | -0.7 | 0岩田望来     | 55        | ナムラクレア         | 480         |

## 繁殖成績
|      | 馬名                     | 生年   | 性 | 毛色 | 父         | 馬主 | 厩舎 | 戦績 |
| ---- | ------------------------ | ------ | -- | ---- | ---------- | ---- | ---- | ---- |
| 初仔 | シャインガーネットの2024 | 2024年 | 牝 | 鹿毛 | アルクトス |      |      |      |

- 2024年9月25日現在

## 血統表
| シャインガーネットの血統                  | シャインガーネットの血統             | シャインガーネットの血統        | （血統表の出典）                | （血統表の出典）  |
| 父系                                      | ヘイロー系                           | ヘイロー系                      | ヘイロー系                      | [ § 2 ]           |
| 父 オルフェーヴル 2008年 栗毛 日本        | 父の父ステイゴールド 1994年 黒鹿毛   | *サンデーサイレンス             | Halo                            | Halo              |
| 父 オルフェーヴル 2008年 栗毛 日本        | 父の父ステイゴールド 1994年 黒鹿毛   | *サンデーサイレンス             | Wishing Well                    |                   |
| 父 オルフェーヴル 2008年 栗毛 日本        | 父の父ステイゴールド 1994年 黒鹿毛   | ゴールデンサッシュ              | *ディクタス                     | *ディクタス       |
| 父 オルフェーヴル 2008年 栗毛 日本        | 父の父ステイゴールド 1994年 黒鹿毛   | ゴールデンサッシュ              | ダイナサッシュ                  |                   |
| 父 オルフェーヴル 2008年 栗毛 日本        | 父の母オリエンタルアート 1997年 栗毛 | メジロマックイーン              | メジロティターン                | メジロティターン  |
| 父 オルフェーヴル 2008年 栗毛 日本        | 父の母オリエンタルアート 1997年 栗毛 | メジロマックイーン              | メジロオーロラ                  |                   |
| 父 オルフェーヴル 2008年 栗毛 日本        | 父の母オリエンタルアート 1997年 栗毛 | エレクトロアート                | *ノーザンテースト               | *ノーザンテースト |
| 父 オルフェーヴル 2008年 栗毛 日本        | 父の母オリエンタルアート 1997年 栗毛 | エレクトロアート                | *グランマスティーヴンス         |                   |
| 母 *ベルベットローブ 2000年 栗毛 アメリカ | 母の父Gone West 1984年 鹿毛          | Mr. Prospector                  | Raise a Native                  | Raise a Native    |
| 母 *ベルベットローブ 2000年 栗毛 アメリカ | 母の父Gone West 1984年 鹿毛          | Mr. Prospector                  | Gold Digger                     |                   |
| 母 *ベルベットローブ 2000年 栗毛 アメリカ | 母の父Gone West 1984年 鹿毛          | Secrettame                      | Secretariat                     | Secretariat       |
| 母 *ベルベットローブ 2000年 栗毛 アメリカ | 母の父Gone West 1984年 鹿毛          | Secrettame                      | Tamerett                        |                   |
| 母 *ベルベットローブ 2000年 栗毛 アメリカ | 母の母Verbasle 1998年 黒鹿毛         | Slewpy                          | Seattle Slew                    | Seattle Slew      |
| 母 *ベルベットローブ 2000年 栗毛 アメリカ | 母の母Verbasle 1998年 黒鹿毛         | Slewpy                          | Rare Bouquet                    |                   |
| 母 *ベルベットローブ 2000年 栗毛 アメリカ | 母の母Verbasle 1998年 黒鹿毛         | Verbality                       | Verbatim                        | Verbatim          |
| 母 *ベルベットローブ 2000年 栗毛 アメリカ | 母の母Verbasle 1998年 黒鹿毛         | Verbality                       | One Sum                         |                   |
| 母系(F-No.)                               | ベルベットローブ(USA)系(FN:1-g)      | ベルベットローブ(USA)系(FN:1-g) | ベルベットローブ(USA)系(FN:1-g) | [ § 3 ]           |
| 5代内の近親交配                           | ノーザンテースト 4 x 5 = 9.38%       | ノーザンテースト 4 x 5 = 9.38%  | ノーザンテースト 4 x 5 = 9.38%  | [ § 4 ]           |
| 出典                                      | 1. 2. 3. 4.                          | 1. 2. 3. 4.                     | 1. 2. 3. 4.                     | 1. 2. 3. 4.       |

- 半兄アドマイヤサガス（父フジキセキ）は2014年の北海道スプリントカップ優勝馬。